# Софроний (Мусиенко)
Архиепи́скоп Софро́ний (в миру Александр Викторович Мусиенко; 12 сентября 1970, село Байбузы, Черкасская область, Украинская ССР) — архиерей неканонического православия русской традиции с титулом архиепископ Санкт-Петербургский и Северо-Русский, который в настоящее время не подчиняется какому-либо центру, однако находится в евхаристическом общении с независимыми иерархами Андроником (Котляровым), Андреем (Эрастовым) и возглавляемым ими духовенством.

## Биография
Родился 12 сентября 1970 года в селе Байбузы Черкасского района Черкасской области на Украине. В семье было семь братьев и сестёр (епископ Софроний — младший). Отец, Виктор Мусиенко, оставил семью в 1971 году.
Мать воспитывала детей с раннего возраста в духе православия, научая читать по псалтири. Вместе с бабушками «путешествовали по святым местам Киева, Черкашины».
Учась в средней школе, «претерпел притеснения за то, что пропускал уроки, посещая богослужения».
С 1978 года начал прислуживать в алтаре. Со своими бабушками много путешествовал по святым местам Киева, Черкащины, оставался в монастырях Киева, Золотоноши.
По окончании был определён местным благочинным пономарём в Черкассы, и избран помощником старосты. Позднее подал прошение о зачислении в братию Киево-Печерской лавры и одновременно в Киевскую духовную семинарию, но был призван в советскую армию, где прослужил два года в строительном батальоне в городе Жанатас Джамбульской области Казахстан.
По возвращении из армии был восстановлен в Киевской духовной семинарии, но прервал учение «по идеологическим причинам».
В 1991 году «был ошеломлён красотой Псковщины, а главное, возможностью проводить монашескую жизнь в уединении в таких исторических местах», после чего принял решение переехать на Псковщину к своему духовнику Серафиму (Кучинскому), где в январе 1992 года всем приходом перешли под омофор РПЦЗ. В том же году пострижен в иночество с именем Силуан.
В 1993 году епископом Лазарем (Журбенко) пострижен в монашество, и рукоположён в иеродиакона, а затем в иеромонаха. С 1993 по 1994 годы проходил послушания при архиепископе Лазаре и после событий с расколом, который учинил архиепископ Лазарь, вернулся на Псковщину.
В декабре 2003 года был участником Всезарубежного Пастырского совещания в Наяке, но в силу своих высказываний против соединения с Московским Патриархатом, епископом Михаилом (Донсковым) не был допущен на IV Всезарубежный Собор.
Не принял подписанного 17 мая 2007 года Акта о каноническом общении Русской Православной Церкви Заграницей с Русской Православной Церковью Московского Патриархата и ушёл в раскол, который возглавил епископ Агафангел (Пашковский).
6 июня 2007 года в Воронеже присутствовал на собрании девяти представителей российских приходов РПЦЗ, не принявших Акт о каноническом общении, под председательством епископа Агафангела (Пашковского), которое избрало его кандидатом на архиерейскую хиротонию.
10 июля того же года в Свято-Троицком храме в Астории принял участие в собрании противников Акта о каноническом общении, на котором присутствовало 48 представителей от духовенства и мирян РПЦЗ, и на котором были учреждены временные административные округа и избраны администраторы этих округов. Вечером 11 июля в том же храме епископом Агафангелом (Пашковским) был возведён в сан игумена с возложением палицы.
7 декабря 2007 года, после Всенощного Бдения в честь памяти священномучника Климента, папы Римского, наречён во епископа Санкт-Петербургского. В соответствии с решением ВВЦУ РПЦЗ от 11 июля 2007 года и Постановлением Постоянного Священного Синода Греческой Православной Церкви старокалендаристов под омофором Митрополита Оропосского и Филийского Киприана (Куцумбаса), 8 декабря 2007 года, был рукоположён во епископа Санкт-Петербургского. Епископскою хиротонию совершили епископ Таврический и Одесский Агафангел (Пашковский), епископ Ричмондский и Нью-Йоркский Андроник (Котляров), епископ Аланский Георгий (Пухатэ) и епископ Мефонский Амвросий (Бэрд).
19 ноября 2008 года на «V пятом всезарубежном соборе» РПЦЗ(А) стал членом созданного тогда же Архиерейского Синода РПЦЗ(А). На состоявшихся в тот же день выборах первоиерарха РПЦЗ занял второе место в пером туре с 12 голосами, уступив Агафангелу (Пашковскому), набравшему 19 голосов. Во втором туре также уступил Агафангелу с 17 голосами против 23.
21 мая 2009 года на совместном заседании Архиерейского синода РПЦЗ(А), Совещания российских преосвященных и Высшего церковного совета определён временным управляющим Сибирской епархией.
Осенью 2014 года поддержал Дионисия (Алфёрова) и Иринея (Клипенштейна), также ряд клириков и мирян неканонической РПЦЗ(А), которые выступили против навязываемой первоиерархом РПЦЗ(А) Агафангелом (Пашковским), проукраинской трактовки событий в Крыму и на Юго-Востоке Украины.
28 октября на территории возлавляемой Софронием (Мусиенко) епархей прошло решающее заседание недовольных действиями Агафангела (Пашковского).
25 ноября 2014 года на чрезвычайном Архиерейском Соборе РПЦЗ(А) раскаялся с содеянном и получил сравнительно мягкое наказание: «За организацию неканоничного собрания, отсутствие без уважительной причины на заседании Архиерейского Синода, превышение своих полномочий, выразившееся в обсуждении не подлежащих его ведению вопросов в отношениях с ИПЦ Греции, лишить Преосвященного Софрония права быть постоянным членом Архиерейского Синода сроком на пять лет, а также сроком на пять лет запретить ему выезд за пределы своей епархии, кроме исключительных случаев по благословению Первоиерарха, Архиерейского Синода или Архиерейского Собора»
Архиерейский Синод РПЦЗ(А) от 27 — 29 октября 2015 годов, заслушав его «неофициальное письмо», постановил: «Пригласить Преосвящ. Софрония на следующее заседание Архиерейского Синода».
В июне 2016 года написал письмо Агафангелу (Пашковскому), в котором обвинял последнего в развале РПЦЗ(А), «антиканоническом поведении» и постоянном поиске «врагов»:

В 2007 году большинство оставшихся клириков и прихожан поверили Вам, потому что Вы заявили о Вашем неуклонном следовании по святоотеческому пути наших святителей первоиерархов РПЦЗ.
Так это такой путь? Разве это тот путь, ради которого я претерпевал разного рода гонения в Советском Союзе, чтобы снова быть гонимым от своих собратий за свое не молчание? Методы гонителей одинаковы! Что тогда, когда я не соглашался вступать в пионеры, в комсомол, и из-за моей веры меня отправили служить в строительный батальон; что тогда, когда людям со Сталиным было трудно говорить: ему цитату, а он в ответ ссылку, лагерь или расстрел, — так и теперь Вам приводят цитату из Апостольских правил, а Вы: запретить, лишить, отстранить.
А как Вы поступили с епископами Дионисием и Иринеем? Я буду вынужден опубликовать протоколы, где на возражение Вам, что нужно по канонам трижды призвать епископа, Вы говорите: «Давайте их запретим, а потом езжайте и разговаривайте с ними. Иначе мы с назаровщиной не покончим».
Теперь-то у Вас полная вседозволенность, так как протоколы заседаний пишутся в единственном экземпляре и хранятся у Вас, хотя Вы только старший среди равных.

22 августа 2016 года опубликовал заявление, в котором говорил, что «мы неоправданно поторопились признать и принять с неканонической так называемой „Секачёвской“ катакомбной группы священнослужителей», назвав это неканоническим действием, и отметим, что «мы должны были рукополагать во все степени священства, начиная с чтеца, согласно постановлению Архиерейского Собора РПЦЗ от 2/15 мая 1990 г».
15 февраля 2022 года разорвал общение с епископом Иринеем (Клипенштейном).